# Yang Weimin
Yang Weimin, född 10 maj 1958, är en friidrottare från Kina. Han deltog vid olympiska sommarspelen 1984.